# Smittium alpinum
Smittium alpinum är en svampart som beskrevs av Lichtw. 1984. Smittium alpinum ingår i släktet Smittium och familjen Legeriomycetaceae.   Inga underarter finns listade i Catalogue of Life.